# San Clemente (Nocera Superiore)
San Clemente (San Clement o Santu Clement in dialetto locale) è la frazione centrale di Nocera Superiore. Ospita la sede comunale della città.

## Geografia
La frazione si trova al centro della città di Nocera Superiore, include parte della località del Fiuminale e del Petraro e confina con le frazioni di Pucciano, San Pietro, Pecorari e Taverne. Ha anche una zona pedemontana che è divisa dal centro urbano sia dal torrente Cavaiola che dalla SS18.

## Storia

### Epoca antica e tardo-imperiale

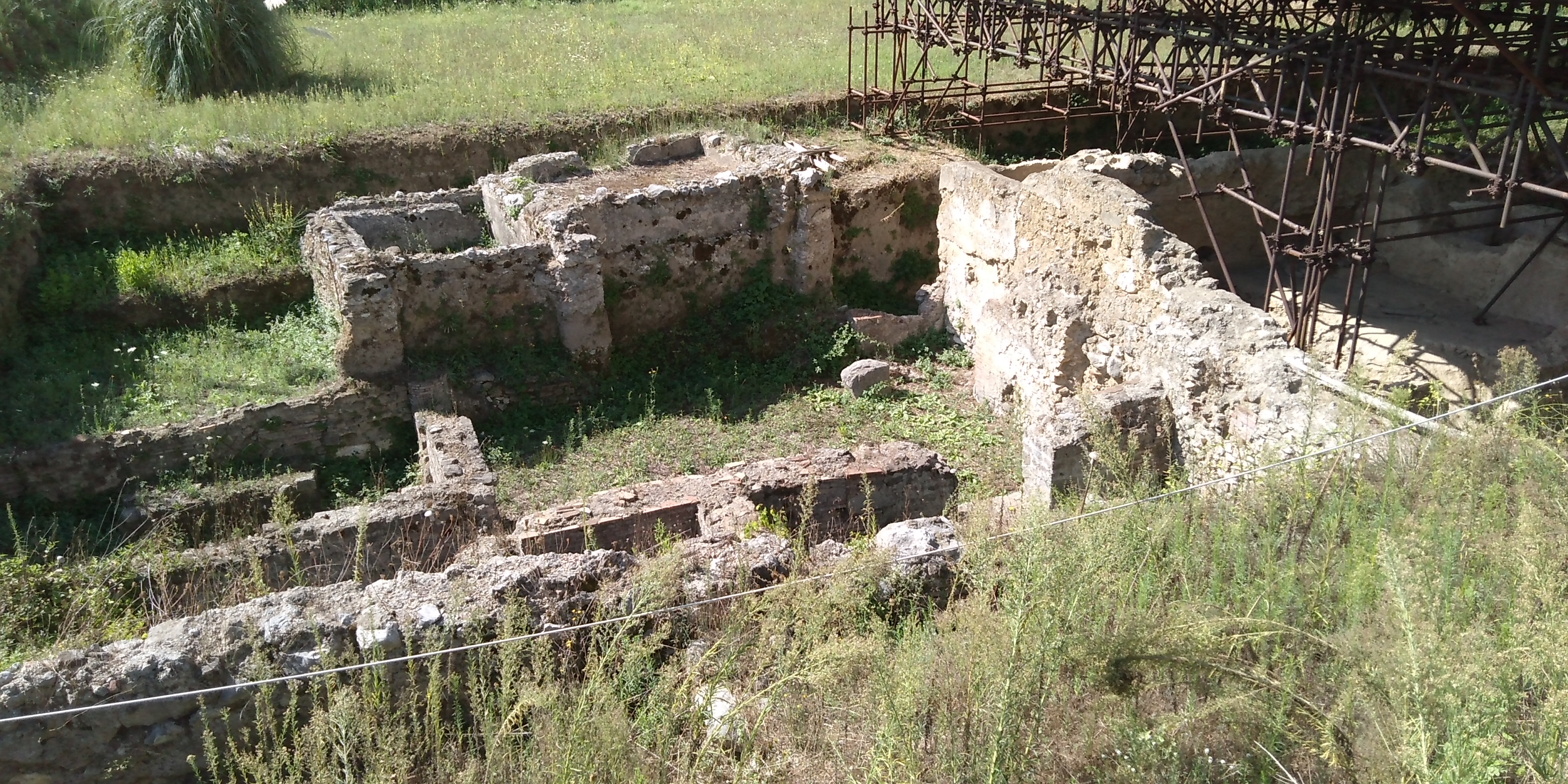
Resti di edifci di Nuceria

Fin dal passato San Clemente si trovava al centro della città, parte di Nuceria Alfaterna, a seguito degli scavi fatti all'ex foro bario, sono emerse importanti testimonianze e strutture (una strada ed alcune abitazioni), databili a partire dal II-I secolo a.C.. 
Nell'area al di fuori delle mura, nella zona pedemontana nota come Pagliarone, sorgeva un complesso sistema di tombe, oggi noto come Necropoli di San Clemente, venuto alla luce nel 1988, anche qui la datazione dei reperti va dall'epoca imperiale a quella tardo-imperiale, poco esplorate invece le rilevanze di epoca ellenistica. Dagli scavi nella necropoli è emersa anche la presenza di una comunità ebraica. Nell'area suburbana sorgeva una piscina ellenistica, andata distrutta negli anni '60 del XX secolo, in seguito alla costruzione della linea ferroviaria.

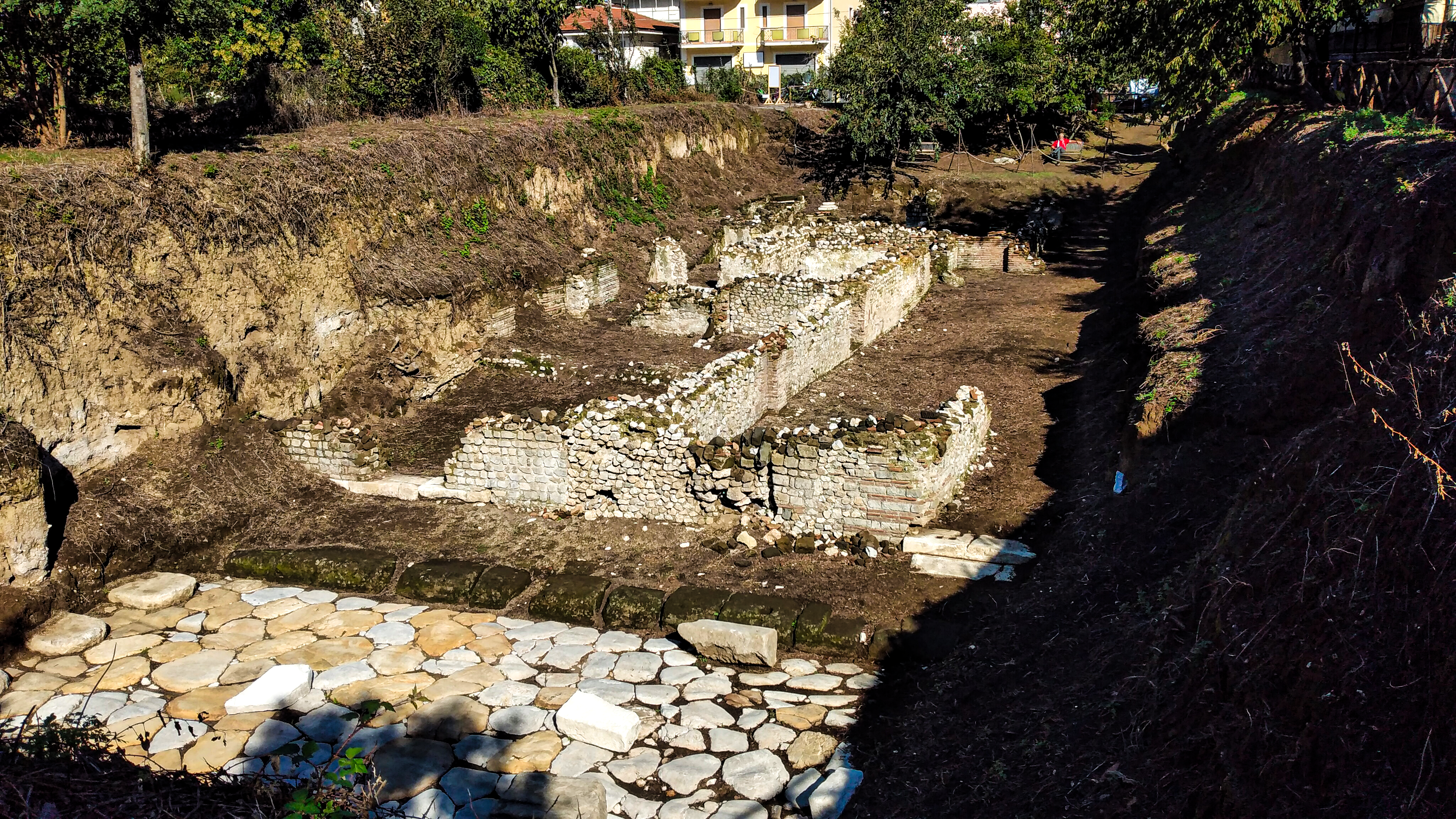
Resti della Domus del Decumano

Caduto l'impero occidentale, Nuceria nel VI secolo finì in mano bizantina, che in quegli anni, obliterando alcuni edifici precedenti, costruirono un battistero costruito sul modello del mausoleo di Santa Costanza a Roma. Del complesso doveva far parte anche una cattedrale (oggi scomparsa). 
Il villaggio a ridosso del Battistero fu chiamato San Clemente. Tale nome, secondo una credenza popolare, fu scelto dall'allora vescovo di Nuceria, l'antipapa Lorenzo, in onore del quarto vescovo di Roma.
Parte delle mura in quest'area, furono riciclate come cascine agricole e cantine (come la Cantina Vecchia), inoltre a ridosso della strada ferrata sono emerse tracce di abitazioni e sepolture (Fondo Fasolino).

### Medioevo e rinascimento

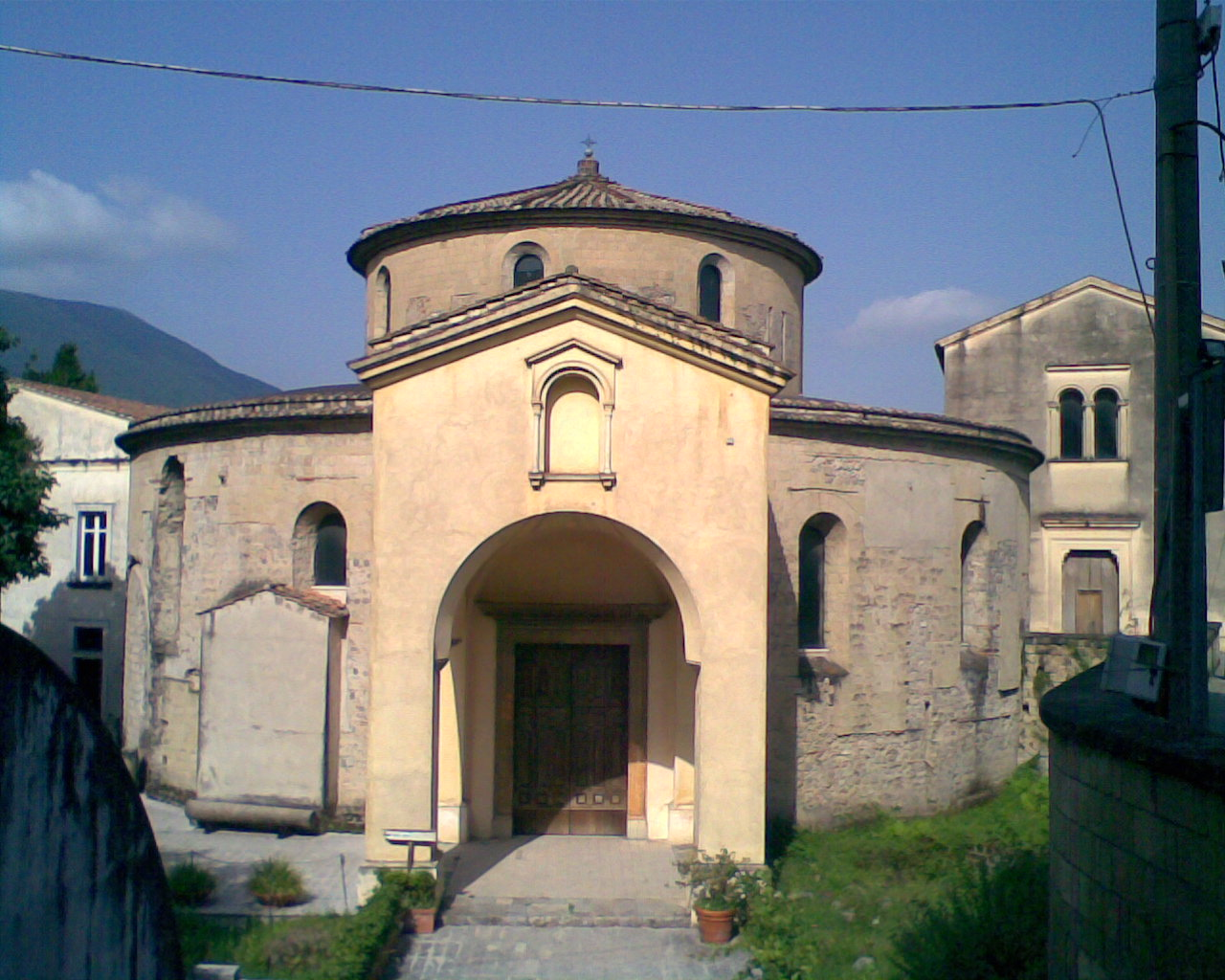
La Rotonda di Santa Maria Maggiore

Caduta definitivamente la città romana, nel medioevo a San Clemente era attivo un antico acquedotto, il cui la prima attestazione risale alla fine del X secolo, riedificato poi nel XVI secolo, collegava le sorgenti di Camerelle al mulino di San Renato (detto anche di  Sant'Ornato) dal quale prende il nome. In quei secoli San Clemente fu parte della rinascente civitas noba nucerina, potendo sfruttare la vicina Rocca Apudmontem (sita nell'attuale comune di Roccapiemonte) e delle linee difensive della vicina Pucciano.
Nel IX secolo fu eretta nei pressi del Battistero la Cappella della Congrega di Santa Caterina. Nel rinascimento fu centro della più importante Università di Nocera Corpo, facente parte di Nocera dei Pagani, il municipio dell'Università di Nocera Corpo però ebbe sede nell'attuale Corso Vittorio Emanuele a Nocera Inferiore, nella struttura che fu poi nella prima metà del XX sec. sede della Pretura. La famiglia più potente del luogo fu quella dei De Rosa, dove nel loro palazzo, ospitavano il parlamento cittadino, qui nella notte del 23 novembre 1535, riposò l'Imperatore Carlo V, nel ritornare a Napoli dopo la conquista di Tunisi.
Altra famiglia illustre, furono i Villani, i quali nel 1519 costruirono un'imponente palazzo per volere del Patrizio nocerino Pacilio, successivamente il palazzo fu donato alle suore, che ne fecero una rettoria. In un altro palazzo della famiglia Villani posto all'altra estremità di San Clemente, nel 1630 fu eretta la chiesetta della Madonna di Loreto (tuttora esistente), per volere di Fabio Villani.
L'area esterna al Battistero divenne il foro Boario della città.

### Epoca contemporanea

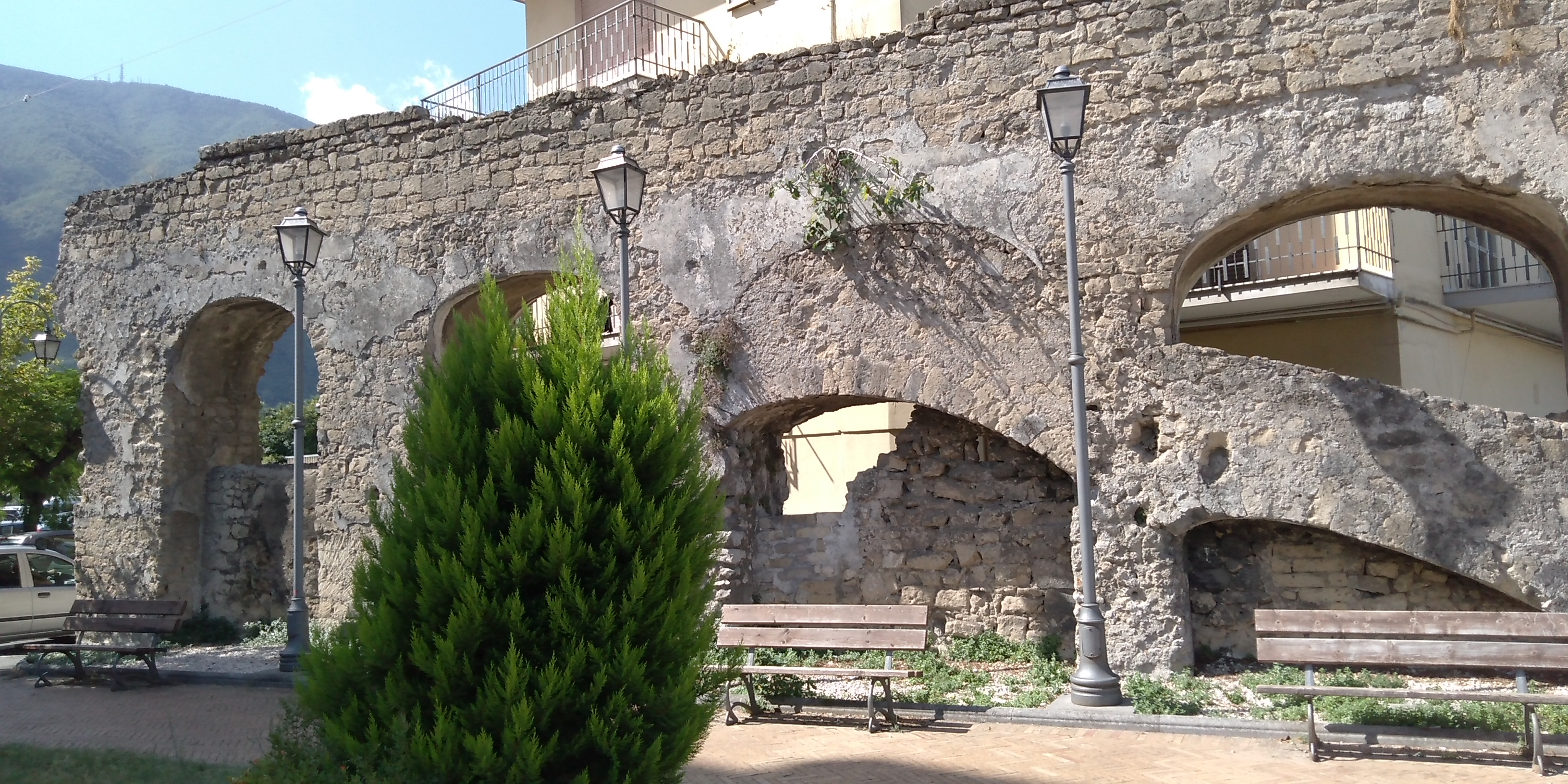
Resti dell'acquedotto San Renato

Nel 1806, alla caduta dei sistemi amministrativi per mano dei francesi, San Clemente ricadde nel comune di Nocera Corpo, la quale sede comunale però distava a diversi chilometri, trovandosi al centro dell'attuale Nocera Inferiore. Alla definitiva scissione di Nocera (1851), le famiglie della neonata Nocera Superiore, ubicarono la nuova casa comunale nell'antico palazzo dei De Rosa, che per anni ha ospitato l'amministrazione cittadina. Nel 1826 iniziò la costruzione di un'imponente chiesa affiancata all'antico battistero, completata nel 1854. Nel 1834, il danese Hans Christian Andersen visitò il battistero, definendolo "La chiesa più antica d'Italia". 
Nel 1858 tra San Clemente, Sant'Onofrio e Pecorari fu costruita la stazione ferroviaria.
Il re Gustavo VI Adolfo di Svezia, visitò nell'ottobre del 1964 insieme alla moglie Luisa Mountbatten (regina consorte di Svezia) il battistero di Nocera Superiore accompagnato dal parroco di Santa Maria Maggiore.
La frazione fu gravemente colpita e danneggiata durante gli eventi sismici del 1930 e 1980, nonché dai bombardameneti durante la seconda guerra mondiale.
Dal dopoguerra, San Clemente subì un importante sviluppo commerciale, industriale e demografico. Nel XX secolo, nella zona dell'Arena Mazzini fu eretto il nuovo palazzo comunale, che si trova a ridosso dell'antico acquedotto.

## Chiesa di Santa Maria Maggiore

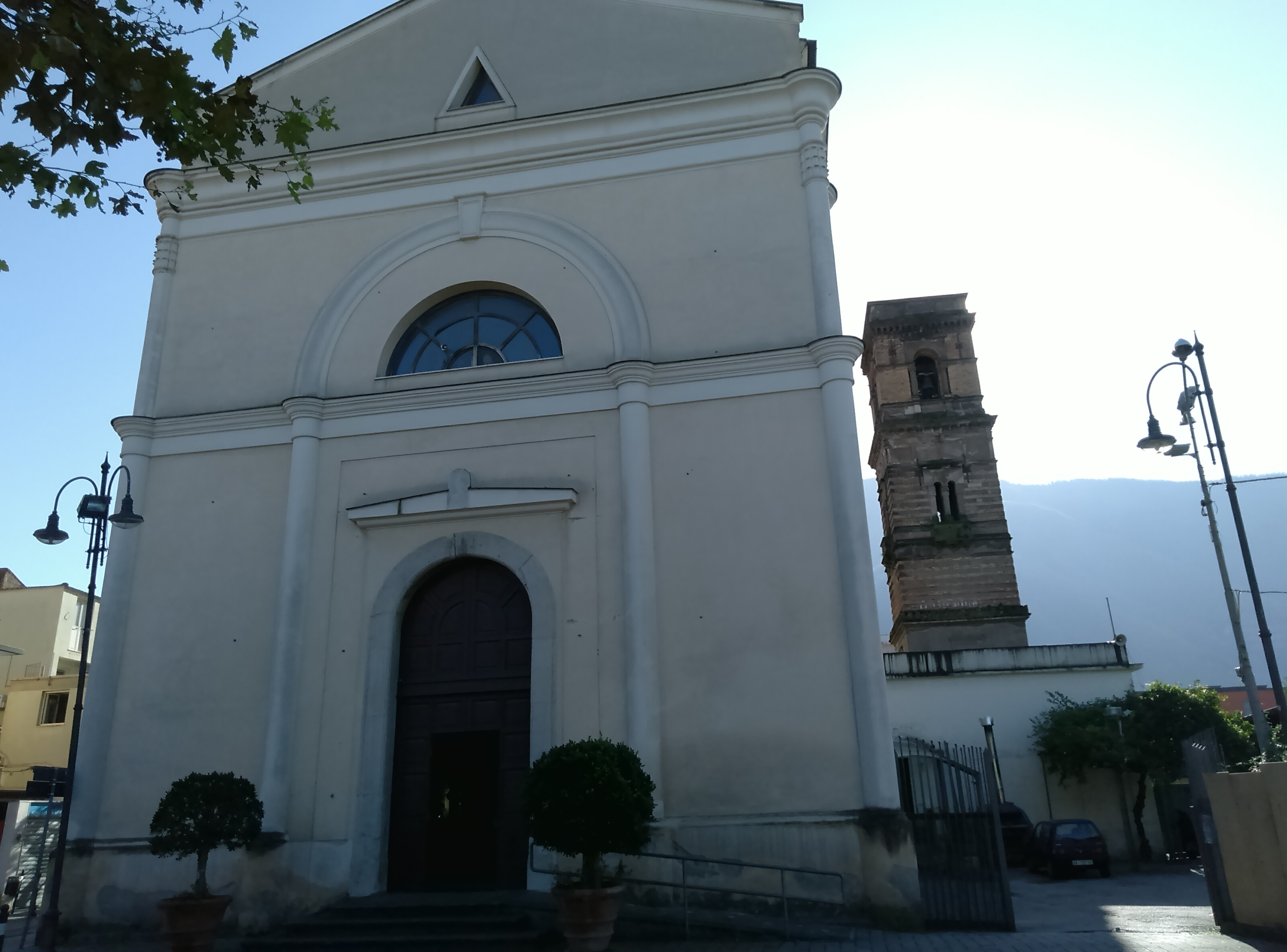
Facciata della chiesa e del campanile.

Chiesa madre di Nocera Superiore, eretta tra il 1826 ed il 1854, per volere di re Ferdinando II delle Due Sicilie fu costruito, a sue spese, l'imponente campanile della chiesa che sorse affiancata al battistero. La chiesa presenta una sola navata, e la zona presbiteriale presenzia di un solo catino absidale. La chiesa ha subito gravi danni nel 1930, 1943 e 1980, venendo riaperta solo nel 2003. Ospita l'effigie della vergine, co-patrona della città.

## La stazione di Nocera Superiore
Costruita nel 1858, in prolungamento da Nocera Inferiore verso Salerno via Cava, si trova al centro della città tra sant'Ornato, Pecorari e San Clemente. Nel 1977 a poca distanza dalla stazione fu costruita una galleria detta di Santa Lucia, costruita per facilitare i collegamenti verso il capoluogo.

## Cultura
Poco distante dall'antico palazzo comunale sorge la Biblioteca Comunale Aldo Moro interessata da importanti convegni ed iniziative sociali.
Ogni venerdì santo si tiene la Processione dei Misteri per le strade delle località di Pucciano, Pareti e San Clemente.
Tra San Clemente e Pucciano sorge Villa de Ruggiero, la quale, oltre a contenere la vasta collezione di reperti appartenuti alla potente famiglia puccianese, ospita il Museo delle arti applicate.
A ridosso della località di Sant'Ornato, presso l'antico palazzo rinascimentale di Pacilio Villani, sorge una chiesa (con annessa rettoria) dedicata a Maria Ausiliatrice.
Ogni 8 settembre nella frazione si celebrano i festeggiamenti della co-patrona della città, Santa Maria Maggiore. Festeggiamenti che culminano con la caratteristica  Sfiammata del Campanile.
Inoltre San Clemente (insieme a Pecorari) è una delle tappe del rinomato Carnevale Nocerino.
A cadenza irregolare, a San Clemente si rievoca l'elezione del sindaco particolare di Nocera Corpo. Un tempo questo evento era parte della più vasta rievocazione curata dall'Associazione per l'Elezione dei Sindaci Universali della Città di Nocera che comprendeva analoghe rappresentazioni annuali nei comuni limitrofi di Nocera Inferiore, Pagani, Corbara e Sant'Egidio del Monte Albino (unico comune nel quale tutt'oggi ha luogo regolarmente). Per poi finire con il grande evento dell'elezione dei tre sindaci universali di Nocera dei Pagani, che si svolgeva a Nocera Inferiore.

## Sport
A San Clemente ha sede la Polisportiva FlessoFab, particolarmente attiva nel ciclismo, soprattutto a livello giovanile.
La frazione ha anche una propria squadra di calcio: la Salzano Team, che milita in Terza Categoria.

## Galleria d'immagini

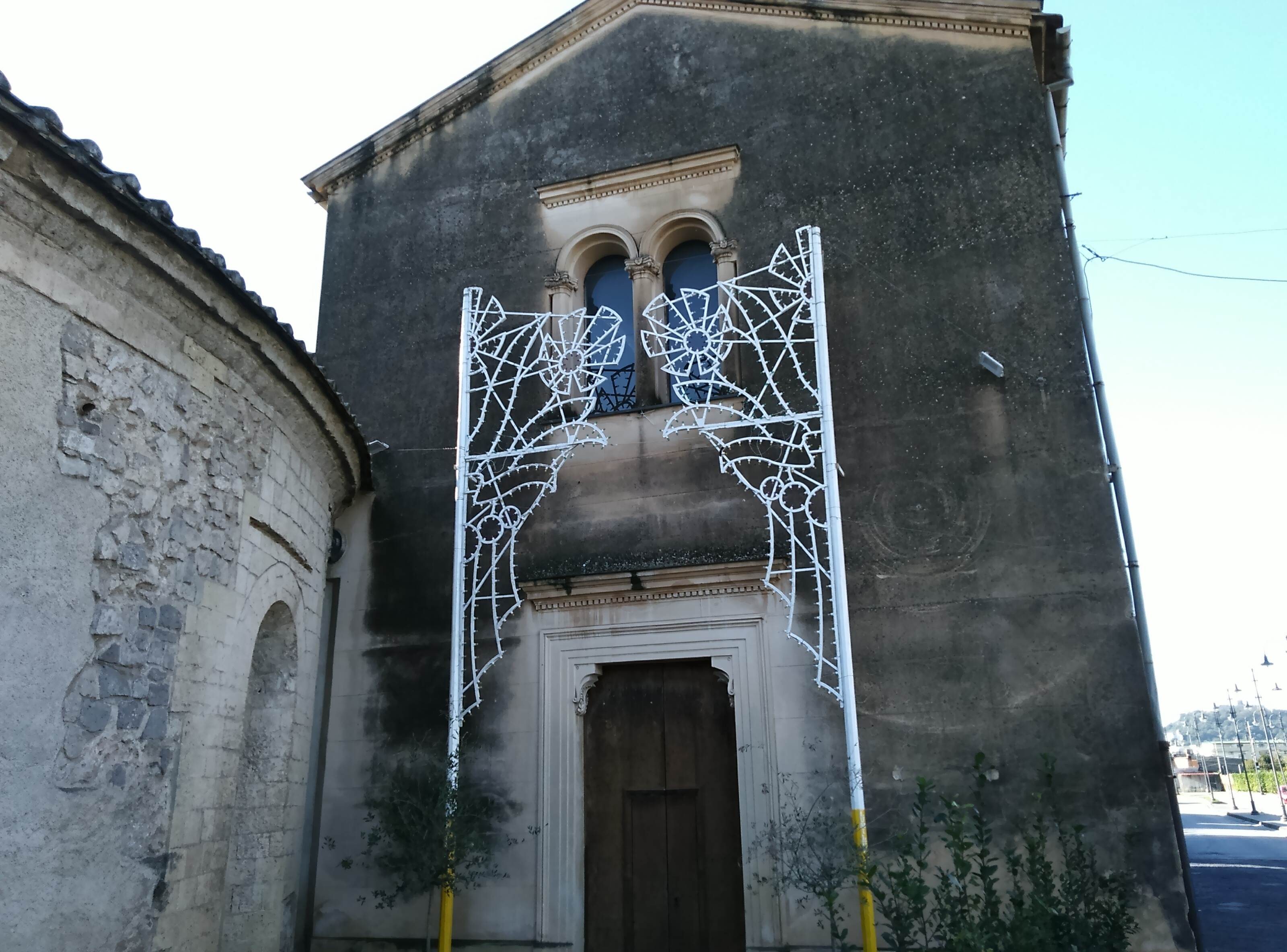
La Congrega di Santa Caterina
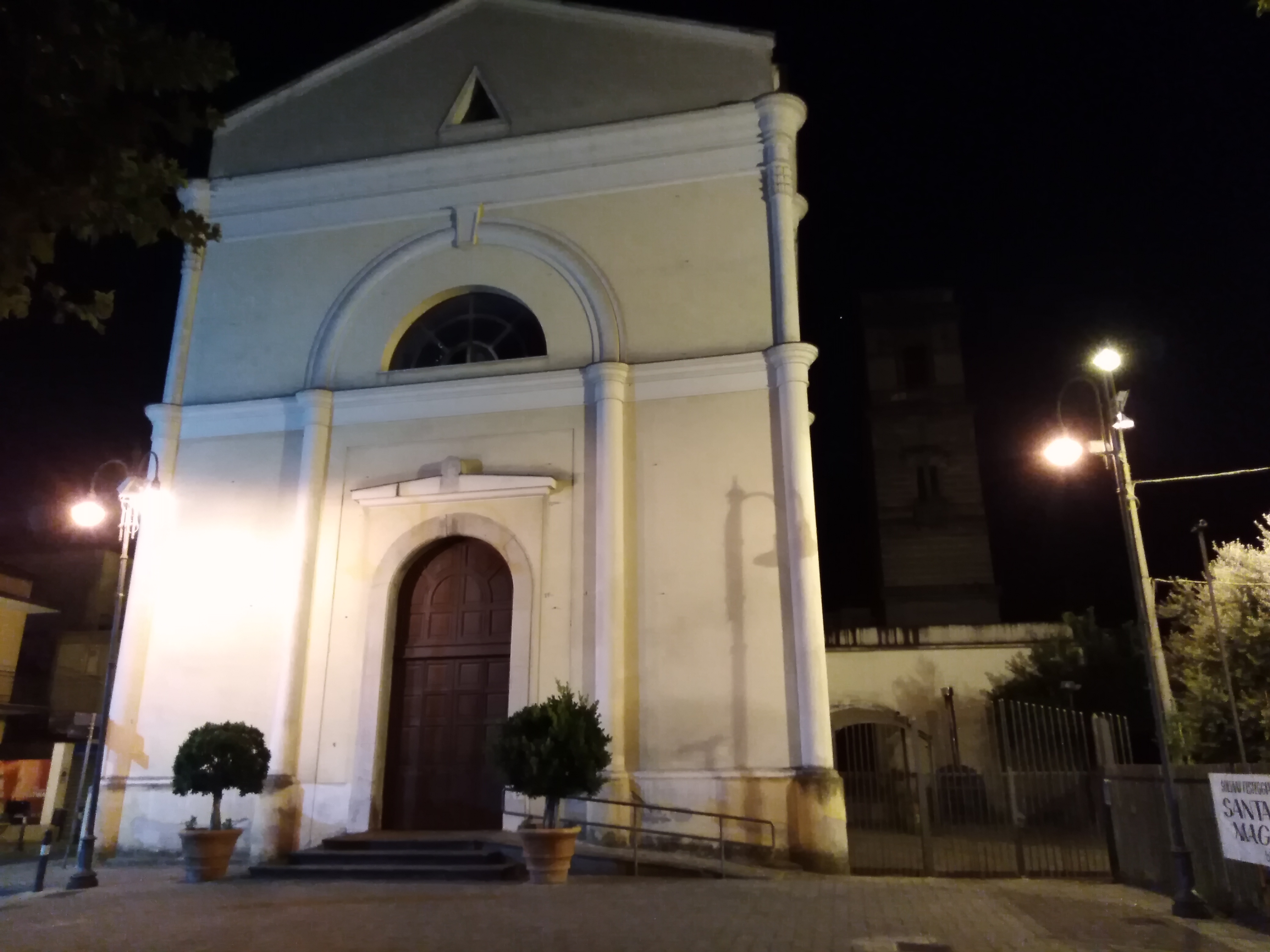
La Chiesa di Santa Maria Maggiore (notturna)
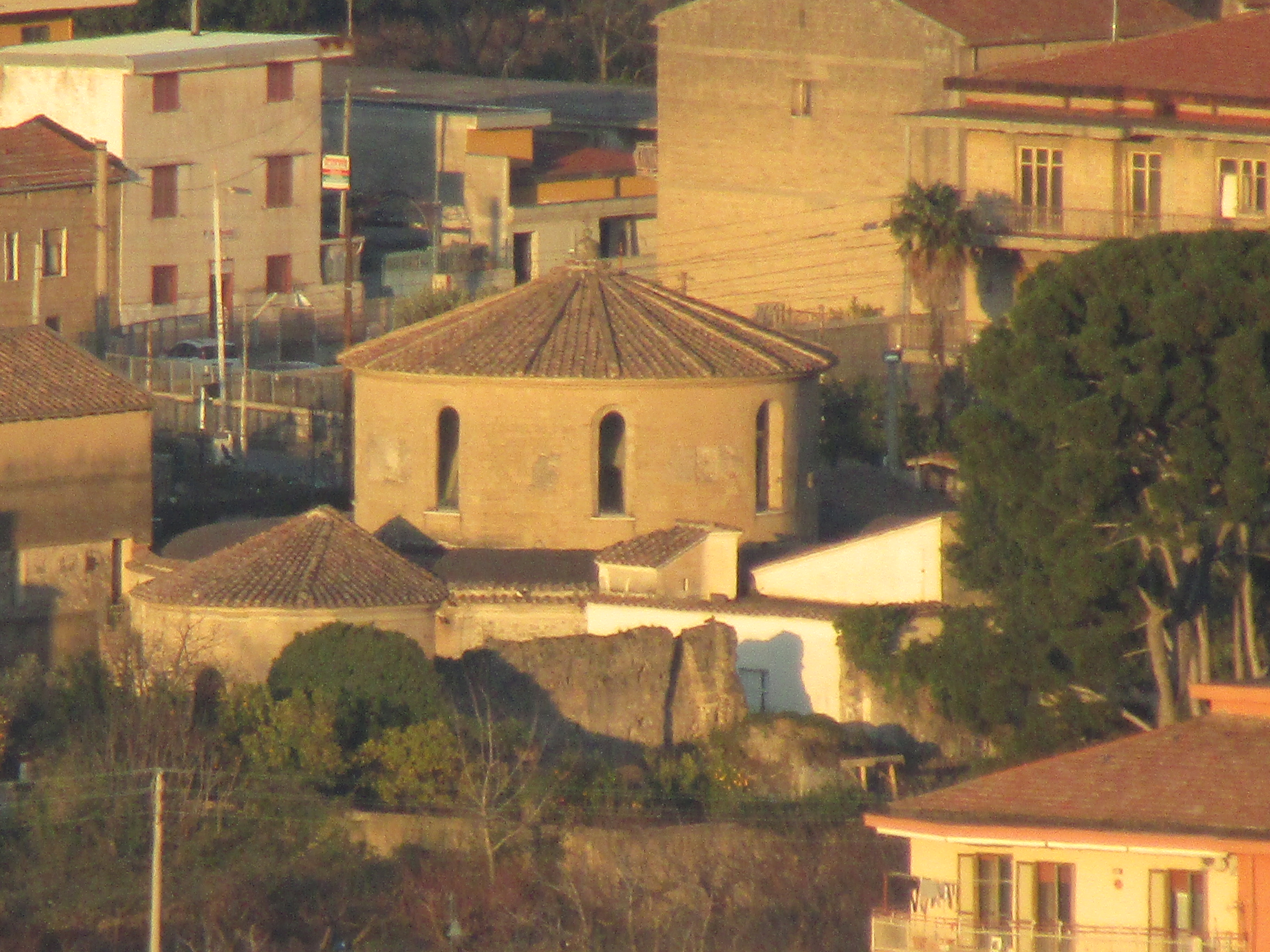
Vista dal Monte Albino dell'area di Santa Maria Maggiore